# Mondonguito a la italiana
El mondonguito a la italiana (a veces llamado mondongo a la italiana) es un plato típico peruano que nace a partir de la influencia italiana en la gastronomía peruana.

## Historia
A inicios del siglo XX llegaron a Perú más de 10 000 italianos provenientes en su mayoría de la zona de Liguria, Chiavari, Sori, Spotorno, Piamonte y la Lombardía. Se asentaron en la ciudad de Lima y en el puerto de El Callao donde se mezclaron con la población que rápidamente les aceptó y asimiló ciertos gustos y costumbres culinarias. Muchos de estos inmigrantes abrieron cafés, fondas, pulperías y bodegas donde los limeños pudieron degustar y aprender diversos platos de la gastronomía italiana.
Uno de esos platos que dieron a conocer los nuevos vecinos europeos fue la trippa alla fiorentina (aunque el chef peruano Gastón Acurio lo vincula con la trippa alla genovese) que los italianos y limeños adaptaron sustituyendo alguno de sus elementos originales por ingredientes locales, como el funghi porcini por callampa, un hongo andino, o la adición del ají amarillo que le proporciona un gusto picante.

## Descripción
Se trata de un plato a base de mondongo (tripas) precocinado. Tras una segunda cocción se corta en tiras y se mezcla con un aderezo de cebolla, tomate y ají amarillo. Se sirve espolvoreando queso parmesano y perejil picado, y acompañado de papas fritas y arroz blanco.